# Bakony
Les monts Bakony (prononcé en hongrois : [ˈbɒkoɲ]) sont un massif montagneux karstique de Hongrie.

## Géographie

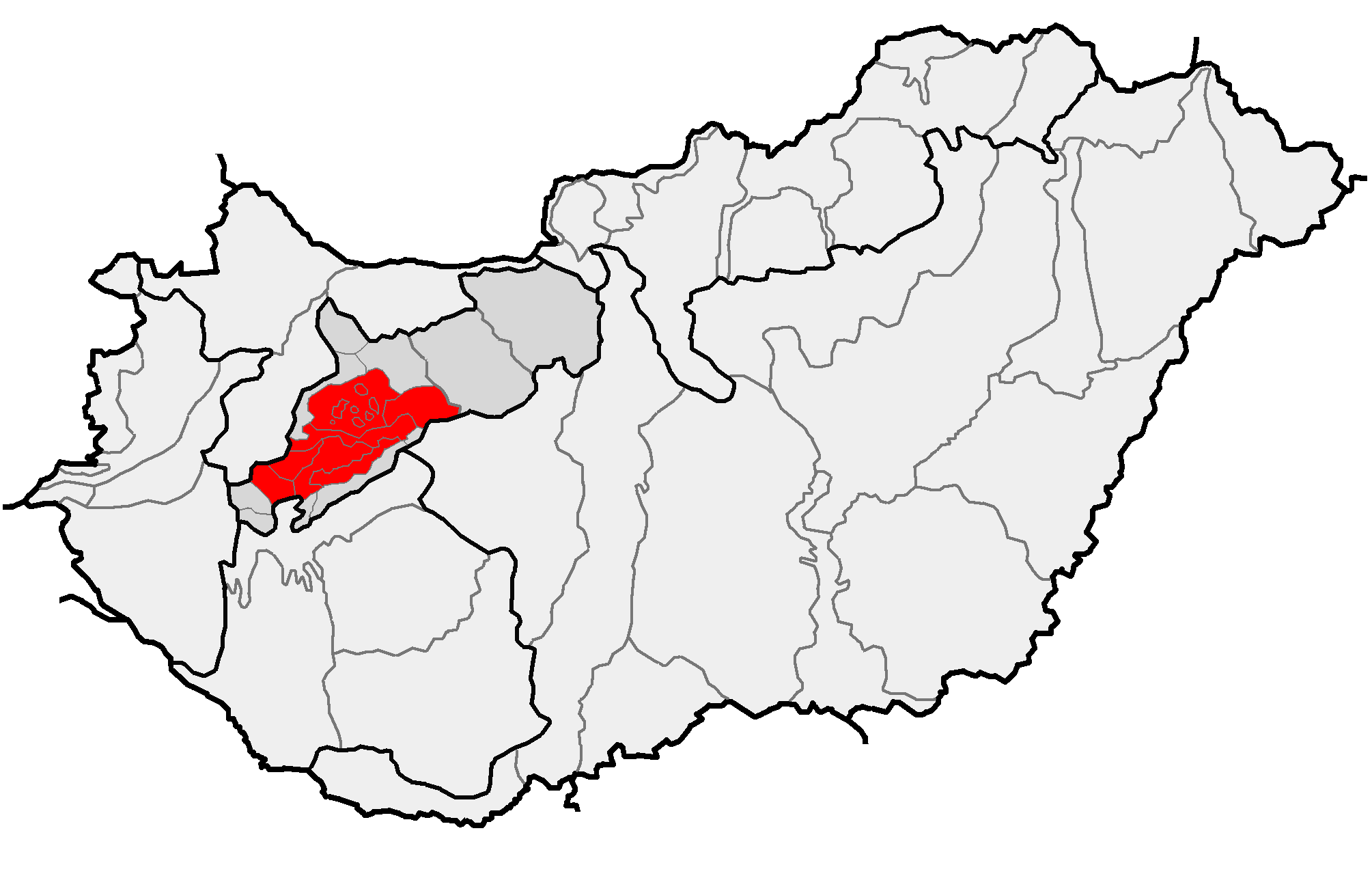
Localisation en Hongrie.

Les monts Bakony sont situés dans l'Ouest de la Hongrie, et font partie de la région montagneuse de la Transdanubie. S'étalant sur une surface d'environ 4 000 km2, ils sont situés entre la petite plaine de Hongrie (au nord) et le lac Balaton (au sud). Ils se situent presque entièrement dans le comté de Veszprém. Le point culminant est le Kőris-hegy à 709 mètres d'altitude.
La région contient des gisements miniers de bauxite, lignite et manganèse.

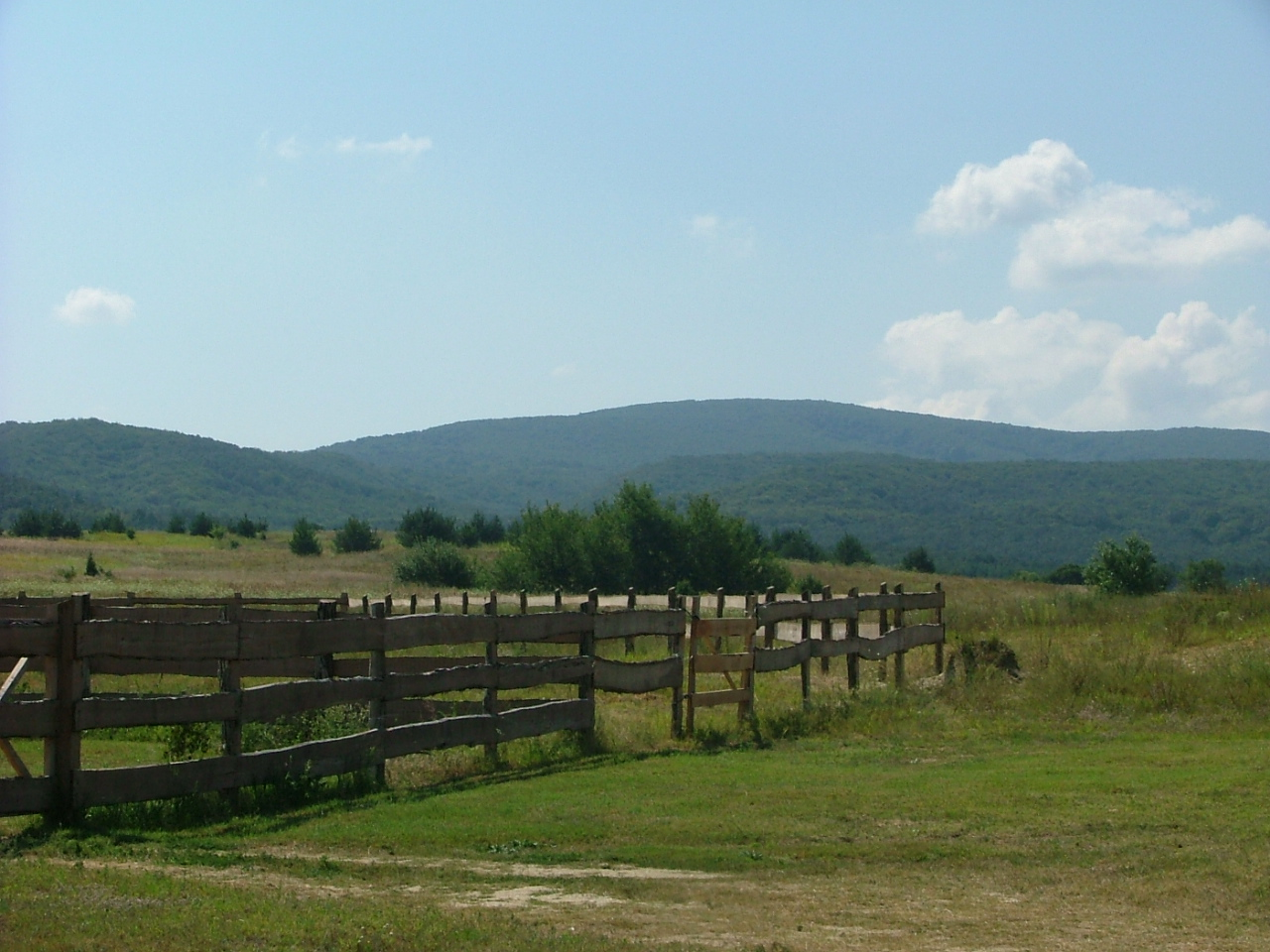
Vue du massif de Bakony aux environs de Fenyőfő.